# Pauridiantha insularis
Pauridiantha insularis là một loài thực vật thuộc họ Rubiaceae. Đây là loài đặc hữu của São Tomé và Príncipe.